# Acts of Violence
Acts of Violence és una pel·lícula de thriller d'acció estatunidenca del 2018 dirigida per Brett Donowho, protagonitzada per Bruce Willis, Cole Hauser, Shawn Ashmore, Ashton Holmes, Melissa Bolona, Sophia Bush i Mike Epps. Va ser escrit per Nicolas Aaron Mezzanatto. S'ha doblat al català.
La pel·lícula es va estrenar en una selecció limitada de cinemes i a la carta amb la distribució de  Lionsgate Premiere el 12 de gener de 2018. La pel·lícula va rebre crítiques negatives.